# حمام العلیل
حمام العلیل (به عربی: حمام العلیل) یک شهر در عراق است که در استان نینوا واقع شده‌است. حمام العلیل ۲۵٬۰۰۰ نفر جمعیت دارد.